# شهرستان واشینگتن (آیداهو)
شهرستان واشینگتن، آیداهو (به انگلیسی: Washington County, Idaho) یک سکونتگاه مسکونی در ایالات متحده آمریکا است که در آیداهو واقع شده‌است.

## خصوصیات
شهرستان واشینگتن ۳٬۸۱۷٫۶۶ کیلومترمربع مساحت دارد.